# Apophylia brancuccii
Apophylia brancuccii es un coleóptero de la familia Chrysomelidae.
Fue descrita científicamente por primera vez en 1998 por Medvedev in Medvedev & Sprecher-Uebersax.